# Salmonopuntia
Salmonopuntia es un género de plantas perteneciente a la familia de las cactáceas.

## Descripción
Son plantas arbustivas, ramificadas especialmente desde la base, con tallos delgados, segmentos cilíndricos, no tuberculados, fácilmente desprendibles, a menudo teñidos de rosa a violeta o violáceo. Aréolas diminutas, lanudas, blancas, con gloquidios amarillos. Espinas variables en número, a veces ausentes. Flores diurnas, autoestériles (forman frutos incluso sin polinización) rotativas, de color amarillo pálido o blanquecino, con botones florales de color rosado a escarlata, polinizadas por insectos, incluidas moscas especializadas. Frutos alargados a claviformes, rojizos a violáceos, casi inermes pero más o menos cubiertos de gloquidios, prolíferos. Contiene de 2 a 3 Semillas en los frutos.

## Distribución
El área de distribución nativa de este género se extiende desde Bolivia y Paraguay hasta el norte de Argentina.

## Hábitat
Crecen desde los 80 hasta los 2330 m s.n.m., en los bosques, en las estribaciones, en suelos a menudo arcillosos, entre musgos y helechos, pero también entre rocas, generalmente graníticas, entre hierbas, en suelos arenosos o con grava.

## Taxonomía
El género fue descrito por Paul V. Heath y publicado en Calyx. Sutton under Whitestone Cliffe 6(2): 41, en 1999.

#### Etimología
Salmonopuntia: nombre genérico que deriva de la combinación de las palabras Salmo, proveniente del latín salmo; "salmón", y Opuntia, proveniente del griego, probablemente en referencia al color característico que pueden tomar los tallos (similares a los del género Opuntia) de las especies del género durante la sequía.

## Especies
Comprende 2 especies aceptadas:
- Salmonopuntia salmiana (J.Parm. ex Pfeiff.) P.V.Heath, 1999
- Salmonopuntia schickendantzii (F.A.C.Weber) Font y M.Köhler, 2021